# 5363 Купка
5363 Купка (5363 Kupka) — астероїд головного поясу, відкритий 19 жовтня 1979 року.
Тіссеранів параметр щодо Юпітера — 3,612.